# Kees Meerman (drummer)
Kees Meerman (Vlissingen, 23 augustus 1950 – Ommen, 13 september 2014) was een Nederlands drummer die in de tweede helft van de jaren zeventig bekend werd als lid van Herman Broods begeleidingsband  Wild Romance.

## Biografie
Meerman kreeg van Brood de bijnaam "Ani Meerman". Hij speelde na de Wild Romance tot 1980 bij AA & The Doctors en The Meteors. Daarna stapte hij over van zijn drumstel naar de gitaar en vormde hij 10 jaar lang als gitarist/zanger een duo met gitarist/zanger Erwin van Ligten. Aan die samenwerking kwam op 13 september 2014 een einde toen hij in zijn woonplaats Ommen overleed.

## Discografie

### Wild Romance
- Shpritsz (1978)
- Cha Cha (1978)

### Meerman & Van Ligten
- Up To You (2001)